# Sylvan Springs
Sylvan Springs is een plaats (town) in de Amerikaanse staat Alabama, en valt bestuurlijk gezien onder Jefferson County.

## Demografie
Bij de volkstelling in 2000 werd het aantal inwoners vastgesteld op 1465.
In 2006 is het aantal inwoners door het United States Census Bureau geschat op 1517, een stijging van 52 (3,5%).

## Geografie
Volgens het United States Census Bureau beslaat de plaats een oppervlakte van
9,0 km², geheel bestaande uit land. Sylvan Springs ligt op ongeveer 173 m boven zeeniveau.

## Plaatsen in de nabije omgeving
De onderstaande figuur toont de plaatsen in een straal van 8 km rond Sylvan Springs.